# Паницкая (Саратовская область)
Па́ницкая — пристанционный посёлок на территории Красноармейского района Саратовской области. Входит в Луганское муниципальное образование.
Находится при станции Паницкая Приволжской железной дороги.

## География
Расположена в северной части Красноармейского муниципального района. Федеральная трасса Р228 проходит приблизительно в 10 километрах восточнее.
Река Карамыш протекает через посёлок и делит его на две части — меньшую, примыкающую к станции, и основную, находящуюся к юго-западу от неё.

## История
Первое поселение в районе станции Паницкая образовалось в 1910-х годах. В это время здесь образовался немецкий хутор Шенхен. Возможно, название произошло от фамилии хозяина хутора. Колонисты занимались сельскохозяйственным трудом, вели распашку земель, их обработку и посев. Сеяли зерновые культуры, картофель, табак, выращивали овец, коров, шили шерстяные теплые вещи. В 1930-х на месте бывшего хутора создаётся свиноводческий совхоз № 595 «Роте Фане» (Красное знамя).
В сентябре 1941 года немецкое население было депортировано, земли совхоза № 595 опустели.
Новым толчком к развитию территории стало строительство железной дороги. 23 января 1942 года ГКО (Государственный Комитет обороны) решает начать строительство железнодорожной линии Саратов — Петров Вал — Сталинград. Вдоль дороги были образованы лагерные пункты, в Паницкой — это ОЛП-6 (Отдельный лагерный пункт), завезены заключенные, их расположили в пустующих домах немецкого поселения. 11 сентября 1942 года открылось движение на участке Петров Вал — Саратов, 23 сентября 1942 года Правительственная комиссия приняла во временную эксплуатацию участок Петров Вал — Иловля, а 24 октября 1942 года принят в эксплуатацию участок Саратов — Петров Вал. Эта дата считается датой образования станции Паницкой.
В марте 1942 года ОЛП-6 преобразуется в ИТК-7 (исправительно-трудовую колонию), которая после окончания строительства железной дороги переориентируется на сельскохозяйственное производство, главным образом на выращивание картофеля и овощей для нужд фронта. Строительство жилых домов на станции происходило, главным образом, в послевоенное время. В 1984 году на станции Паницкая образовывается сельскохозяйственная колония — поселение № 20, предназначенная для обеспечения спецконтингента области мясом, молоком, овощами и др. продуктами питания.
В 1989 году образуется Паницкая сельская администрация, с 2006 года Паницкое муниципальное образование.

## Население
| 2002 | 2010  | 2012  | 2013  |
| ---- | ----- | ----- | ----- |
| 2094 | ↗2250 | ↘2228 | ↘2191 |

## Инфраструктура
На территории станции расположены исправительная колония особого режима ФКУ ИК-7, которая в 2023 году была ликвидирована, и колония-поселение ФКУ КП-20 ФСИН РФ. Имеется общеобразовательная школа № 7 (9 классов), детский сад, почтовое отделение, отделение Сбербанка, фельдшерско-акушерский пункт, храм РПЦ во имя Великомученицы Анастасии Узорешительницы (Петропавловское благочиние Балашовской и Ртищевской епархии).
Станция с пристанционным посёлком с основной частью села Паницкая соединялась автомобильным мостом, который в октябре 2010 года провалился под многотонным грузовиком, везущим песок в ИК-7. Насыпной мост весной смыло. В результате было решено переоборудовать расположенный рядом неэксплуатируемый железнодорожный мост под автомобильный, который эксплуатируется с декабря 2012 года.
Вдоль железной дороги у станции в курганных группах проводились археологические раскопки. Результаты раскопок демонстрировались в здании управления Приволжской железной дороги с февраля по март 2006 года.